# Буґвідзе
Буґвідзе (пол. Bógwidze, нім. Gutenhof) — село в Польщі, у гміні Плешев Плешевського повіту Великопольського воєводства.
Населення — 330 осіб (2011).
У 1975-1998 роках село належало до Каліського воєводства.

## Демографія
Демографічна структура станом на 31 березня 2011 року:
|          | Загалом | Допрацездатний вік | Працездатний вік | Постпрацездатний вік |
| -------- | ------- | ------------------ | ---------------- | -------------------- |
| Чоловіки | 179     | 49                 | 117              | 13                   |
| Жінки    | 151     | 33                 | 94               | 24                   |
| Разом    | 330     | 82                 | 211              | 37                   |